# 心房撲動
心房撲動（英語：Atrial Flutter）是一種常見的心律不整，起始於心臟的心房。每分鐘約發出激動波250－350個。其特徵為P波外型相似且快速地出現，且呈鋸齒狀。因為這種激動波是源自於異位節律點，故稱之為撲動波（Flutter Wave）。只有少數個撲動波能傳至房室结，故幾個P波之後才會出現QRS綜合波。